# Srednjevo
Srednjevo (cyr. Средњево) – wieś w Serbii, w okręgu braniczewskim, w gminie Veliko Gradište. W 2011 roku liczyła 468 mieszkańców.